# Orvinio, Lazio
Orvinio är en stad och kommun i provinsen Rieti i den italienska regionen Lazio. Staden har anor från antiken. Bland stadens sevärdheter återfinns den medeltida borganläggningen Castello Malvezzi Campeggi och kyrkorna Santa Maria dei Raccomandati, San Nicola di Bari och Santa Maria del Piano.

## Frazioni
Orvinio består av en frazione: Vallebuono.

## Bilder
| - Castello Malvezzi Campeggi. |